# São Brás dos Matos (Mina do Bugalho)

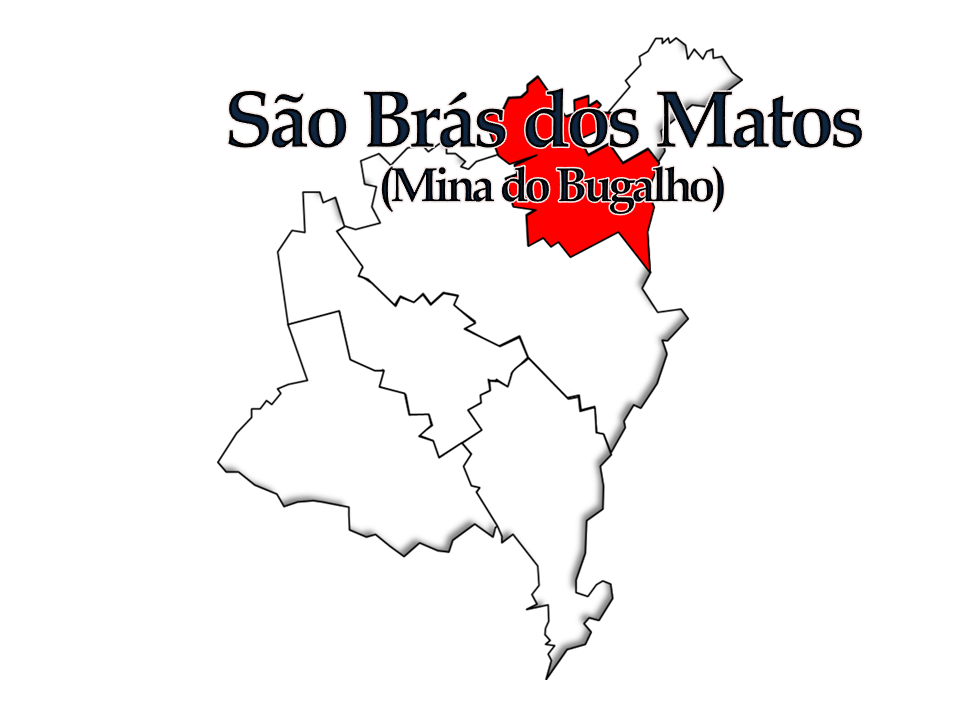
Localização da localidade de São Brás dos Matos (Mina do Bugalho)

São Brás dos Matos, ou Mina do Bugalho, é uma povoação portuguesa do Município do Alandroal que foi sede da Freguesia de São Brás dos Matos (Mina do Bugalho), freguesia que tinha 63,51 km² de área e 364 habitantes (2011), tendo, por isso, uma densidade populacional de 5,7 hab/km².
A Freguesia de São Brás dos Matos (Mina do Bugalho) foi extinta (agregada), em 2013, no âmbito de uma reforma administrativa nacional, tendo sido agregada às freguesias de Nossa Senhora da Conceição (Alandroal) e Juromenha, para formar uma nova freguesia denominada União das Freguesias de Alandroal (Nossa Senhora da Conceição), São Brás dos Matos (Mina do Bugalho) e Juromenha.

## História
Até cerca de 1836 pertenceu ao extinto concelho de Juromenha. A aldeia foi formada por causa das antigas minas. E o lugar onde se localiza a igreja paroquial, as casas paroquiais, o cemitério da localidade, entre outras.
Esta terra chama-se Mina do Bugalho porque havia minérios, por isso se construíram minas.
Os mineiros moravam na herdade do Bugalho, construíram casas (primeiro a rua dos Quartéis) e formaram uma aldeia com o nome Mina do Bugalho.
Os minérios explorados eram a pirite, o cobre, o enxofre, o volfrâmio, a prata e ouro, mas estes havia em poucas quantidades.
O minério explorado servia para exportação e servia também para segurar as necessidades do país. Estes minérios deixaram de ser explorados há mais ou menos cem anos.
A parte antiga da aldeia situa-se num vale, donde se pode ver um imponente palacete, neste viviam os donos e engenheiros das minas. Esta parte antiga é formado por diversas ruas e largos, mas o largo principal (o centro da aldeia) o largo de São Brás onde se localiza o grandioso arco, aí se pesava o minério. No largo encontra-se também o edifício da junta de freguesia, antigo armazém do minério. No mesmo local está o monumento a São Brás, padroeiro da população. Nesse mesmo local localizam-se outros monumentos importantes.

## Geografia
Localizada a norte do município, São Brás dos Matos tem por vizinhos as localidades de Juromenha, a nordeste, e de Nossa Senhora da Conceição (Alandroal), a sul e oeste, o Município de Vila Viçosa, a norte e oeste, e a Espanha, a leste.

## População
| População da freguesia de São Brás dos Matos (Mina do Bugalho) | População da freguesia de São Brás dos Matos (Mina do Bugalho) | População da freguesia de São Brás dos Matos (Mina do Bugalho) | População da freguesia de São Brás dos Matos (Mina do Bugalho) | População da freguesia de São Brás dos Matos (Mina do Bugalho) | População da freguesia de São Brás dos Matos (Mina do Bugalho) | População da freguesia de São Brás dos Matos (Mina do Bugalho) | População da freguesia de São Brás dos Matos (Mina do Bugalho) | População da freguesia de São Brás dos Matos (Mina do Bugalho) | População da freguesia de São Brás dos Matos (Mina do Bugalho) | População da freguesia de São Brás dos Matos (Mina do Bugalho) | População da freguesia de São Brás dos Matos (Mina do Bugalho) | População da freguesia de São Brás dos Matos (Mina do Bugalho) | População da freguesia de São Brás dos Matos (Mina do Bugalho) | População da freguesia de São Brás dos Matos (Mina do Bugalho) |
| -------------------------------------------------------------- | -------------------------------------------------------------- | -------------------------------------------------------------- | -------------------------------------------------------------- | -------------------------------------------------------------- | -------------------------------------------------------------- | -------------------------------------------------------------- | -------------------------------------------------------------- | -------------------------------------------------------------- | -------------------------------------------------------------- | -------------------------------------------------------------- | -------------------------------------------------------------- | -------------------------------------------------------------- | -------------------------------------------------------------- | -------------------------------------------------------------- |
| 1864                                                           | 1878                                                           | 1890                                                           | 1900                                                           | 1911                                                           | 1920                                                           | 1930                                                           | 1940                                                           | 1950                                                           | 1960                                                           | 1970                                                           | 1981                                                           | 1991                                                           | 2001                                                           | 2011                                                           |
|                                                                |                                                                |                                                                |                                                                |                                                                |                                                                |                                                                |                                                                |                                                                |                                                                |                                                                |                                                                | 494                                                            | 412                                                            | 364                                                            |

Criada pela Lei 51/84, de 31 de Dezembro, com lugares desanexados da freguesia de Juromenha

## Associações culturais, recreativas e religiosas
- Associação de Caçadores de S. Brás dos Matos
- Associação Cultural e Desportiva de Mina do Bugalho
- Paróquia de São Brás dos Matos

## Património

### Arquitectura religiosa
- Igreja Paroquial e Cruzeiro de S. Brás dos Matos
- Igreja de Nossa Senhora de Fátima
- Nicho de São Brás
- Capela de Nossa Senhora da Graça (privado)

### Relacionado com as minas
- Arco de São Brás
- Poços de minas
- Monte do Palacete (privado)
- Junta de Freguesia
- Antigo Armazém do Minerio
- Rua dos Quarteis

### Do período neolítico
- Anta do Pão Mole
- Anta dos Galvões

### Outros
- Azenha Grande de São Brás